# VC–25A
A VC–25A az amerikai légierő által üzemeltetett Boeing 747-200B utasszállító repülőgép átalakított változata. A géptípust magas rangú tisztviselők szállításához használják. Amikor az amerikai elnök tartózkodik a gép fedélzetén, akkor a gép hívójele Air Force One.
A légierő jelenleg két VC–25A-t üzemeltet, 28000 és 29000 lajstromszámmal. Bár a gép hívójele csak akkor Air Force One, amikor az elnök is a fedélzeten van, általában ezt a megnevezést használják a VC–25A gépekre.
A két repülőgépet a 89. légiszállítási ezred üzemelteti a marylandi Andrews légitámaszpontról.

## Fejlesztése
Az elnöki különgép programjában a Boeing 747 és a McDonnell Douglas DC–10 vett részt, végül a Boeing gépét választották ki. A két 747-es átalakítása Ronald Reagan elnöksége alatt kezdődött el, aki a korábban használt Boeing 707-eseket kívánta leváltani.
A két azonos felszereltségű VC–25 építését 1986-ban fejezték be, első felszállásuk 1987-ben volt. A gépek belső kialakítása Nancy Reagan ötlete alapján készült, az USA délnyugati államainak lakberendezését követve. Az utasszállítókba épített modern távközlési berendezések huzalozási nehézségei miatt a két VC–25 szállítása 1990-re, George H. W. Bush elnöki idejére csúszott.

## Kialakítása
Bár a hagyományos Boeing 747-eshez hasonlóan a VC–25 is három fedélzettel rendelkezik, a 370 négyzetméteres összterületét az elnöki igényeknek megfelelően alakították ki. A legalsó fedélzeten nagyrészt a csomagok kapnak helyet, valamint a fedélzeti konyha.
A fő utastér a második fedélzeten található. Az utastérbe három bejáraton keresztül lehet bejutni, ezekből kettő a legalsó szinten, a főbejárat pedig a középső szinten található. Az elnök általában a főbejáratot használja, míg az elnöki kísérettel utazó újságírók és a többi utas az alsó fedélzet hátsó kijáratát. A sajtó és a többi utas számára kialakított utastér egy átlagos utasszállító első osztályának megfelelően lett kialakítva.

### A „Fehér Ház”

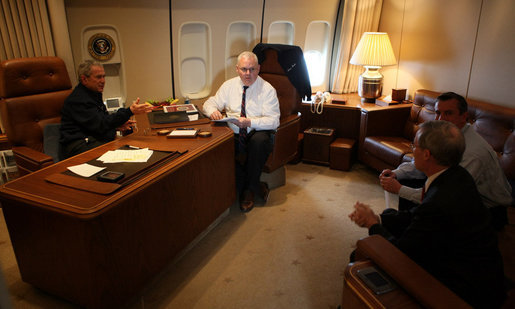
George W. Bush elnök Bill McGurn beszédíró, Stephen Hadley nemzetbiztonsági tanácsadó és Ed Gillespie kommunikációs tanácsadó társaságában az Air Force One fedélzetén (2008. január)

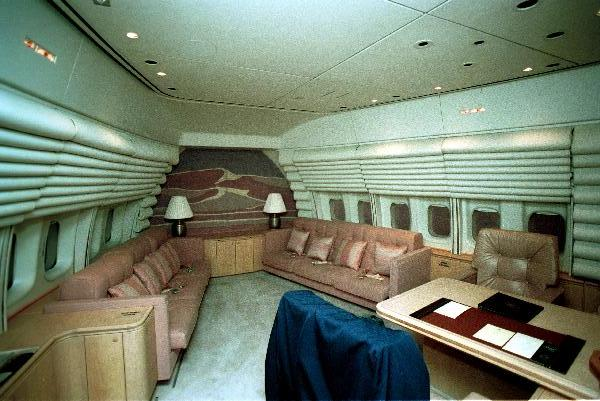
Az elnök és a first lady lakosztálya. A kanapékból ágy nyitható ki.

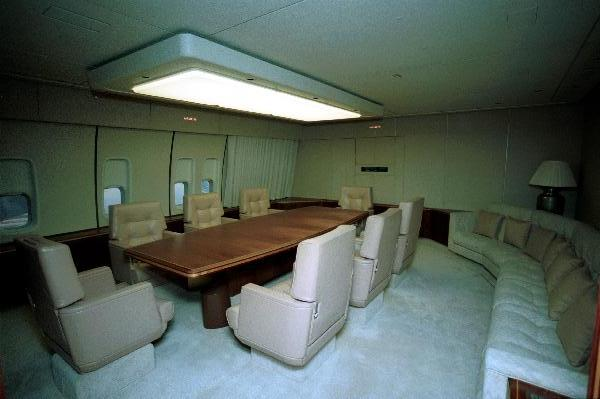
A konferenciaterem. (1990. október 10.)

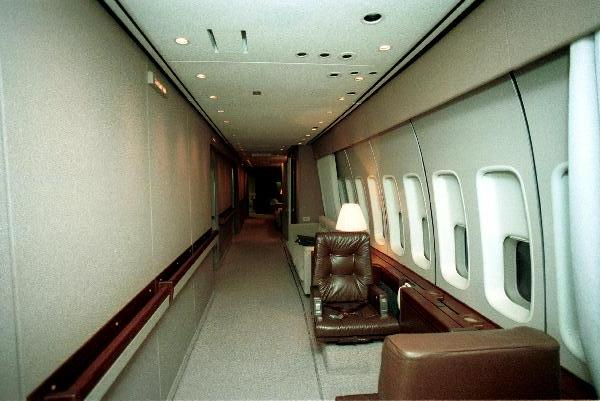
A gép bal oldalán található a folyosó. A két fotel az elnöki testőrök számára van fenntartva (1990. október 10.)

A repülőgép orr-részét "Fehér Háznak" hívják. Az elnöki lakosztályban található a hálófülke, két ággyá átalakítható kanapéval, egy zuhanyfülke és egy vécé, tükörrel és két mosdóval, valamint az elnök magánirodájával. Szükség esetén az elnök ebből az irodából is intézhet beszédet az országához. Ezzel a képességgel a 2001. szeptember 11-ei terrortámadás után szerelték fel a VC–25A-kat, mivel akkor az elnöki gépnek a Barksdale légitámaszponton kellett ahhoz leszállnia, hogy George W. Bush elnök tévébeszédet mondhasson.
Ezek a helyiségek, így az elnöki lakosztály is, nagyrészt a gép jobb oldalán helyezkednek el. A gép bal oldalán egy folyosó található, ahol az elnököt védő Secret Service két ügynöke foglal helyet. A repülőgép konferenciatermét csak vész esetén használtak volna, de napjainkban a gépen utazók is ott folytatnak tárgyalásokat. A konferenciateremben található egy 50 colos (125 cm-es) plazmatévé, amely videókonferenciára is használható. A repülőgépen összesen 87 telefon és 19 tévékészülék található.
Az orvosi szobában található egy kihajtható műtőasztal operációhoz szükséges eszközökkel, valamint egy mini-gyógyszertár. George W. Bush elnöksége idején egy futópadot is berakatott az orvosi szobába. Minden repülés során a gépen utazik egy orvos és egy ápoló.
A VC–25A fedélzetére annyi élelmiszert rakodnak be, hogy bármilyen hosszú is legyen az út, ne kelljen külföldön bevásárolni. Az ételt két fedélzeti konyhában készítik el, ezek együttesen 100 ember egyszeri étkezését képesek ellátni. Az elnök saját étlapból választhat. A többi utas a gép közepétől hátra ül, a "Fehér Házon" kívül.
A vendégeknek, a magas rangú tisztviselőknek, a Secret Service ügynökeinek, a biztonságiaknak és a sajtó képviselőinek külön helyiséget alakítottak ki a főfedélzet hátsó részében. A gépen alkalmazott protokoll szerint az utasoknak a kijelölt ülésüknél előrébb tilos menniük, hátrébb viszont szabad.
A Jumbo Jet „púpjában”, a harmadik szinten található a pilótafülke és a számos távközlési berendezés: titkosított és nyílt telefon-, fax- és adatátviteli vonalak.
Bár a VC–25A csomagterében elfér az összes utas csomagja, az amerikai elnök utazása jelentős logisztikai erőket igényel. Az elnöki különgép előtt repülnek azok a teherszállító repülőgépek, amelyek egy elnöki látogatás járulékos eszközeit szállítják: helikoptereket, limuzinokat és egyéb járműveket valamint számos egyéb berendezést.
A VC–25A egy üzemanyag-feltöltéssel 12 600 km-es távolságra képes eljutni - ez nagyjából a föld körüli út harmada. A repülőgépet légi utántöltő gép is feltöltheti. A gép több mint 70 utast szállíthat, összköltsége meghaladja a 325 millió dollárt.

## Operatív képességei
A repülőgép egy atomtámadás esetén katonai parancsnoki központként is képes működni. A légi utántöltés és a légelhárító rakéták elleni felszerelés is többek között a gép védelmét szolgálják. A fedélzeti elektronikát több mint 383 km huzalozás köti össze - ez egy átlagos 747-es kétszerese. Az összes kábelezést árnyékolták elektromágneses impulzus (EMP) ellen, ezért is késett a VC–25A flotta átadása. A repülőgép továbbá képes a rádióelektronikai zavarásra, infracsapdával hőérzékelős és dipól-szórással radarirányítású rakéták megzavarására.
A VC–25A fedélzetén több korábbi elnök holttestét is szállították. Ilyenkor a "Fehér Ház" mögötti vendégkabinból eltávolították a székeket és az asztalokat, és helyükre ravatalozták fel a koporsót. Ronald Reagan holttestét a 28000-es, Gerald Fordét a 29000-es lajstromszámú VC–25A szállította a washingtoni állami temetésre, majd onnan a végső nyughelyükre. Reagan elnök esetében 2004-ben a gép személyzete a "Fehér Házat" úgy alakította át, ahogyan az Reagan korában kinézett volna, hogy az elnök "otthon érezze magát". Bár Reagan rendelte meg a VC–25A flottát, elnökként sohasem utazhatott rajta. A koporsót egy külön erre a célra kialakított hidraulikus emelő emelte a főbejárathoz. John F. Kennedy meggyilkolásáig vezethető vissza ez a szokás, akkor ugyanis az elnöki különgép személyzete nem engedte, hogy a holttestet raktérbe tegyék.

### Jövője
A VC–25A üzemeltetése többek között a régebbi generációs hajtóművek miatt többe kerül, mint egy modernebb utasszállító repülőgépnél. A lehetséges típusok között szerepelt a Boeing 747–8 és az Airbus A380 2009. január 28-án azonban az Airbust gyártó EADS bejelentette, hogy nem kíván részt venni az elnöki különgép-programban, így egyedül a Boeing maradt versenyben  a Boeing 747-8-cal és a Boeing 787-tel. A USAF 2015-ben a 747-8-mellett döntött mérete és 4 hajtóműve miatt (ugyan a 4 hajtóműves gépek ma már nem annyira gazdaságosak, de az elnök különgépénél a biztonság az első).

## Fordítás
- Ez a szócikk részben vagy egészben a Boeing VC-25 című angol Wikipédia-szócikk ezen változatának fordításán alapul.  Az eredeti cikk szerkesztőit annak laptörténete sorolja fel. Ez a jelzés csupán a megfogalmazás eredetét és a szerzői jogokat jelzi, nem szolgál a cikkben szereplő információk forrásmegjelöléseként.

## Bibliográfia
- Albertazzie, Ralph and Jerald F. Terhorst. Flying White House: The Story of Air Force One. Book Sales, 1979. ISBN 0-698-10930-9.
- Braun, David. Q&A: U.S. Presidential Jet Air Force One. National Geographic News, May 29, 2003.
- Dorr, Robert F. Air Force One. St. Paul, Minnesota: Motorbooks International, 2002. ISBN 0-7603-1055-6.
- Hardesty, Von. Air Force One: The Aircraft that Shaped the Modern Presidency. Chanhassen, Minnesota: Northword Press, 2003. ISBN 1-55971-894-3.
- Harris, Tom. "How Air Force One Works". HowStuffWorks.com. Hozzáférés ideje:: October 10, 2006.
- Jenkins, Dennis R. Boeing 747-100/200/300/SP (AirlinerTech Series, Vol. 6). North Branch, Minnesota: Specialty Press, 2000. ISBN 1580070264.
- "Technical Order 00-105E-9, Segment 9, Chapter 7."
- Walsh, Kenneth T. Air Force One: A History of the Presidents and Their Planes. New York: Hyperion, 2003. ISBN 1-4013-0004-9.

## Külső hivatkozások
- VC–25A adatlap az amerikai légierő oldaláról
- VC–25A galéria az amerikai légierő oldaláról Archiválva 2011. május 13-i dátummal a Wayback Machine-ben
- Belső képek az Air Force One-ról